# Condado de Deuel (Nebraska)
O Condado de Deuel é um dos 93 condados do estado norte-americano de Nebraska. A sede do condado é Chappell, que é também a sua maior cidade. O condado tem uma área de 1142 km² (dos quais 3 km² estão cobertos por água), uma população de 2098 habitantes e uma densidade populacional de 2 hab/km² (segundo o censo nacional de 2000). 
Foi fundado em 1889 e o seu nome é uma homenagem a Harry Porter Deuel, empresário dos caminhos de ferro que residia em Omaha.

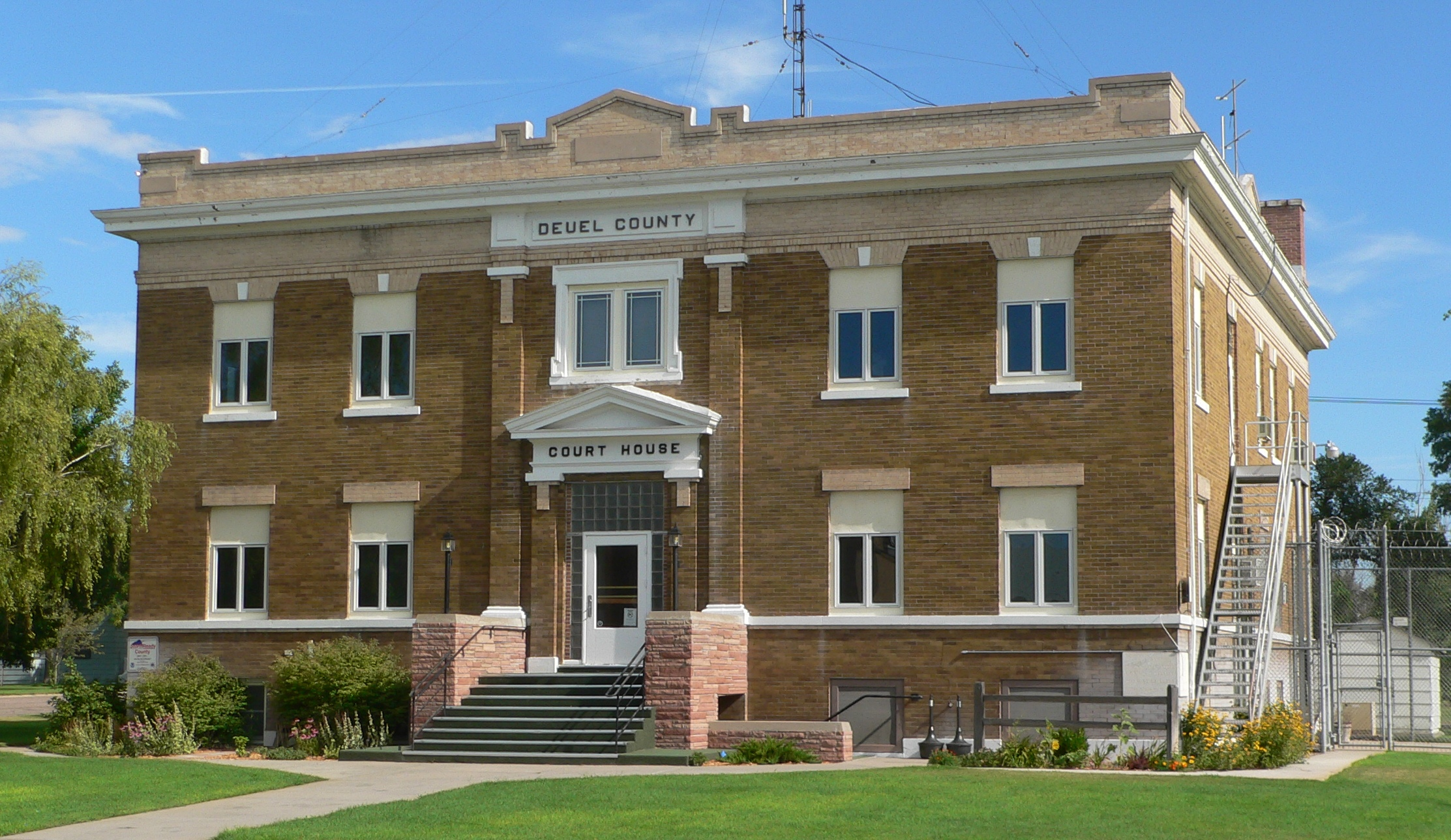
Tribunal do condado de Deuel em Chappell, Nebraska